# Anthaxia bezdeki
Anthaxia (Haplanthaxia) bezdeki – gatunek chrząszcza z rodziny bogatkowatych, podrodziny Buprestinae i plemienia Anthaxiini.
Gatunek ten został opisany w 2006 roku przez Martina Obořila. W obrębie rodzaju Anthaxia (kwietniczek) należy do podrodzaju Haplanthaxia, a w nim do grupy gatunków Anthaxia rothkirchi species-group.
Ciało długości od 4,3 do 5,2 mm, opalizujące, czarne. Czoło w zarysie umiarkowanie zaokrąglone. Wąskie, poprzeczne przedplecze ma siodełkowate wgłębienie pośrodku i słabe wgłębienia po bokach przy nasadzie. Rzeźba przedplecza jest nieregularna i gruba, pozbawiona ziarenek środkowych i z siateczkowaniem wewnątrz komórek. Na pokrywach obecne krótkie, jasne włoski. Piłkowanie wierzchołka pokryw delikatne.
Kwietniczek ten znany jest z Demokratycznej Republiki Konga i Sierra Leone.